# Yves-du-Manoir Olimpiai Stadion
A Yves-du-Manoir Olimpiai Stadion (franciául: Stade Olympique Yves-du-Manoir, más néven Stade Olympique de Colombes, vagy a helybelieknek Colombes) Franciaországban, Párizs külvárosában, Colombes-ban (Hauts-de-Seine) található.
Az 1924. évi nyári olimpiai játékok fő helyszíne volt, ekkor 45 000-en szurkolhattak kedvenceiknek.
Az 1938-as labdarúgó-világbajnokságra 60 000 férőhelyre bővítették a stadion befogadóképességét, és itt rendezték az Olaszország – Magyarország döntő mérkőzést.
A stadion adott helyet a francia nemzeti labdarúgó- és rögbiválogatott mérkőzéseinek.
1972-től Franciaország legnagyobb stadionja, mert a Parc des Princes stadion korszerűsítése miatt 50 000 nézőre esett vissza annak befogadóképessége.
A francia nemzeti labdarúgócsapat 1975-ben játszott utoljára a Colombes-ban.
1985-ig az RC Paris professzionális futballcsapat otthona volt, 2000-ben tért vissza ebbe a stadionba. A Racing Metro 92 rögbi klub soha nem távozott innen és azt tervezi, hogy a stadion mellé egy 15 000 fő befogadására alkalmas stadiont épít.